# Notos

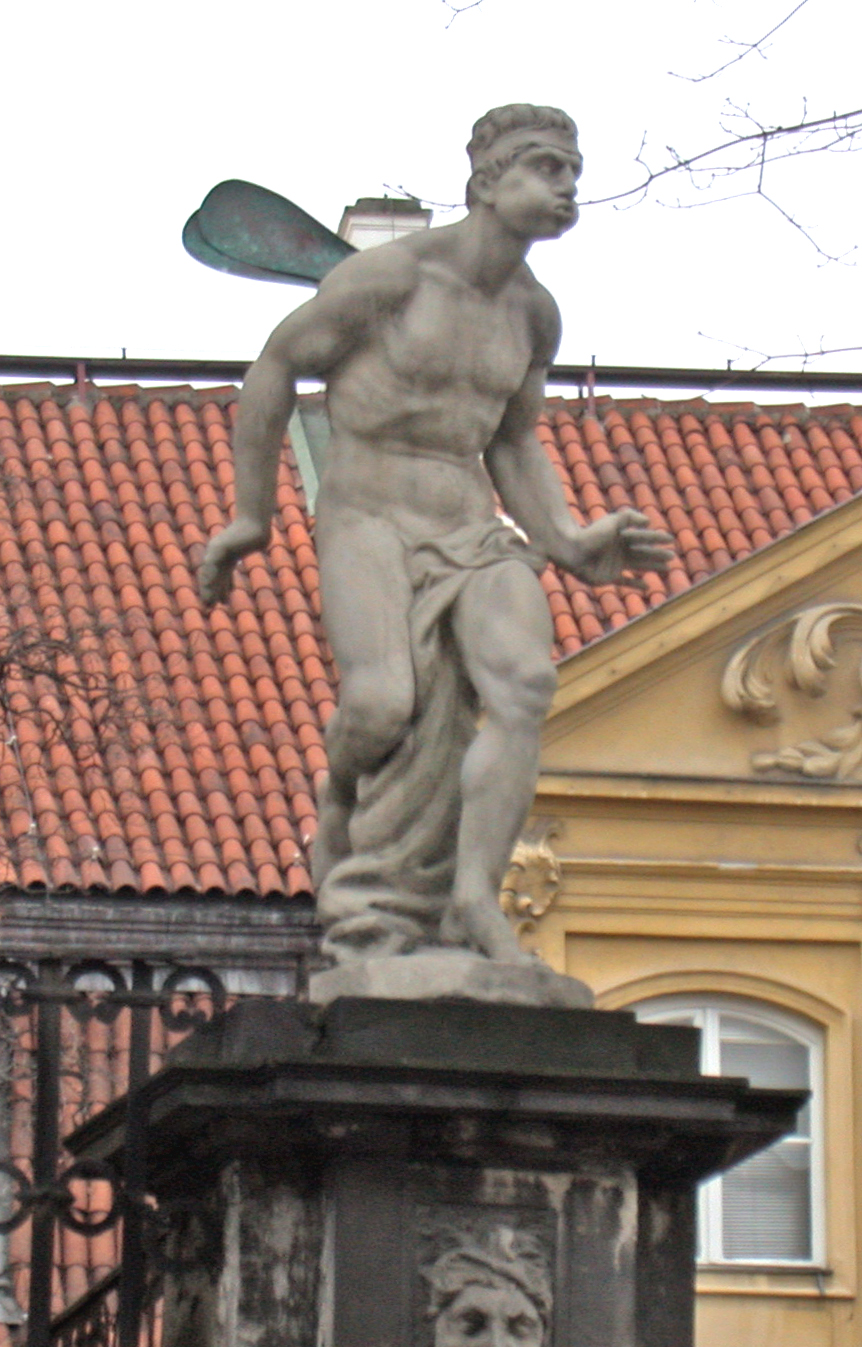
Estatua de Notos, en el Palacio de los Cuatro Vientos (Varsovia, Polonia).

En la mitología griega, Notos o Notus (griego antiguo: Νότος; en latín: Notus) era la personificación del viento del sur. Según Hesíodo, Eos (diosa del amanecer, también llamada de Erigenia) y Astreo tuvieron tres hijos: los anemoi (divinidades responsables del viento) Zéfiro, Bóreas y Euro, además de varias estrellas, destacando Heósforo, la estrella de la mañana. Higino lista los hijos de Astreo y Aurora como Zéfiro, Bóreas, Notos y Euro. En la mitología romana, está asociado a Austro.
Al contrario de sus hermanos Zéfiro y Bóreas, la mitología no registra ningún hijo de Notos.
Era considerado el responsable de traer el calor y, en consecuencia, está asociado al verano.